# Hoplolygris cicatriculata
Hoplolygris cicatriculata là một loài bướm đêm trong họ Geometridae.